# 永井尚典
永井 尚典（ながい なおのり）は、美濃加納藩の第5代藩主。尚庸系永井家8代。
文化7年（1810年）7月27日、第4代藩主永井尚佐の三男として生まれる。幼名は銑之助。長兄陽之助、次兄大学の早世により、嫡子となる。文政10年（1827年）12月16日、従五位下伊豆守に叙任する。後に山城守、肥前守に改める。天保10年（1839年）7月10日、父の死去により家督を継いだ。
各門番や麻布山のアメリカ合衆国公使館警固などを務めたのち、文久元年(1861年)8月22日、奏者番に任ぜられる。文久2年（1862年）閏8月23日、免職となる。同年10月2日に隠居し、3人の男子はいずれも早世していたため、家督は養子の尚服に譲った。隠居後は松涛と号した。
明治18年（1885年）正月7日に死去した。

## 系譜
父母
- 永井尚佐（父）
- お喜勢 ー 戸田忠寛の娘（母）

正室
- 豊前国中津藩主奥平昌高の娘

子女
- 備中国庭瀬藩主板倉勝貞正室
- 永井尚服正室

婿養子
- 永井尚服 ー 陸奥国福島藩主板倉勝俊の七男